# How to Stop Your Brain in an Accident
How to Stop Your Brain in an Accident je čtvrté studiové album velšské skupiny Future of the Left. Vydáno bylo 21. října roku 2013 společností Prescriptions, což je vlastní vydavatelství kapely. Převážná část alba byla nahrána ve studiu Monnow Valley Studios v Monmouthu. Album bylo nominováno na cenu Welsh Music Prize.

## Seznam skladeb
| Pořadí | Název                               | Délka |
| ------ | ----------------------------------- | ----- |
| 1.     | Bread, Cheese, Bow and Arrow        | 3:55  |
| 2.     | Johnny Borrell Afterlife            | 2:18  |
| 3.     | Future Child Embarrassment Matrix   | 3:46  |
| 4.     | The Male Gaze                       | 2:33  |
| 5.     | Singing of the Bonesaws             | 4:42  |
| 6.     | I Don't Know What You Ketamine      | 2:55  |
| 7.     | French Lessons                      | 3:18  |
| 8.     | How to Spot a Record Company        | 4:38  |
| 9.     | Donny of the Decks                  | 2:41  |
| 10.    | She Gets Passed Around at Parties   | 2:14  |
| 11.    | Something Happened                  | 3:51  |
| 12.    | The Real Meaning of Christmas       | 2:30  |
| 13.    | Things to Say to Friendly Policemen | 1:42  |
| 14.    | Why Aren't I Going to Hell?         | 4:55  |

## Obsazení
- Andrew Falkous – zpěv, kytara, klávesy
- Jimmy Watkins – zpěv, kytara, baskytara, klavír
- Julia Ruzicka – zpěv, klávesy, baskytara
- Jack Egglestone – bicí, zpěv, klavír
- Charlie Francis – klavír